# Њитранске Рудно
Њитранске Рудно (слч. Nitrianske Rudno) насељено је мјесто са административним статусом сеоске општине (слч. obec) у округу Прјевидза, у Тренчинском крају, Словачка Република.

## Становништво
| Година:    | 1994. | 2004.   | 2014.   | 2024.   |
| ---------- | ----- | ------- | ------- | ------- |
| Број људи: | 1827  | 1960    | 1939    | 1911    |
| Разлика:   |       | +7,27 % | -1,07 % | -1,44 % |

| Година:    | 2023. | 2024.   |
| ---------- | ----- | ------- |
| Број људи: | 1899  | 1911    |
| Разлика:   |       | +0,63 % |

Према подацима о броју становника из 2024. године насеље је имало 1911 становника.